# Wolves in the Throne Room
Wolves in the Throne Room je americká blackmetalová kapela založená v roce 2002 ve městě Olympia ve státě Washington bratry Aaronem a Nathanem Weaverovými. Jejich hudba je inspirována mj. tvorbou norských kapel Darkthrone, Windir a Enslaved.
Debutové studiové album s názvem Diadem of 12 Stars vyšlo v roce 2006 pod hlavičkou hudebního vydavatelství Vendlus Records.

## Diskografie
Dema
- Wolves in the Throne Room (2004)
- 2005 Demo (2005)

Studiová alba
- Diadem of 12 Stars (2006)
- Two Hunters (2007)
- Black Cascade (2009)
- Celestial Lineage (2011)
- Celestite (2014)
- Thrice Woven (2017)
- Primordial Arcana (2021)

EP
- Malevolent Grain (2009)
- BBC Session 2011 Anno Domini (2013)
- Crypt of Ancestral Knowledge (2023)

Živá alba
- Live at Roadburn 2008 (2009)
- Turning Ever Towards the Sun - Live at Neudegg Alm (2014)
- Live At The Bell House 9.12.11 (2015)